# Нючепінг
Ничепінг, Ничепінґ (швед. Nyköping) — місто у Швеції, адміністративний центр лену Седерманланд та комуни Ничепінг. Розташоване біля узбережжя Балтійського моря в гирлі річки Ничепінгсон, на південний захід від столиці Швеції Стокгольма.

## Історія
Місто засноване 1187 року. За Середніх віків було столицею одного з численних шведських королівств. У XIII столітті зводиться фортеця.
1444 місто отримало міську хартію, найдавнішу з відомих. У XVI столітті було резиденцією майбутнього короля Карла IX. Статус королівської резиденції сприяло активнішому розвитку міста.
1665 року пожежа знищила більшу частину міста. 1719 року місто було зруйноване російськими військами. Пізніше місто відбудували згідно з новим планом.
З початку XIX століття місто стає центром текстильної промисловості. Внаслідок цього швидко зросло населення. 1879 року в місті було відкрито завод Wedholms AB, що випускав молоко у пляшках, підприємство існує дотепер.
Згодом у місті відкрилися підприємства з випуску меблів та складання автомобілів.

## Транспорт
Через Ничепінг проходить Європейський маршрут E4 (Гельсінгборг — Торніо (Фінляндія)), який є продовженням Європейського маршруту E55 (Каламата (Греція) — Гельсінгборг). У 7 км на північний захід знаходиться аеропорт Стокгольм-Скавста — третій по пасажирообігу в Швеції. Через Ничепінг прокладено також залізницю. Автомагістраль E4 і залізниця зв'язує місто з аеропортом, Норрчепінгом та Мальме, а також з Седертельє та Стокгольмом, автодорога 52 і залізниця — з Катрінегольмом і Кумлою, автодорога 53 — з Мальмчепінгом і Ескільстуною.
У середні століття Ничепінг був однім з найбільших шведських портів Балтики, через який експортувалась частина продукції Бергслагена. Але порт розташований за 15 км від відкритого моря, тому, після завершення в 1877 році будівництва залізниці Окселесунд — Флен — Вестманланд, вже Окселесунд значною мірою взяв на себе роль порту, яку раніше грав Нючепінг.

## Визначні пам'ятки
- Замок Ничепінг;
- забудова головної площі та ратуша.

## Галерея фотографій

Панорама міста Ничепінг (2010)

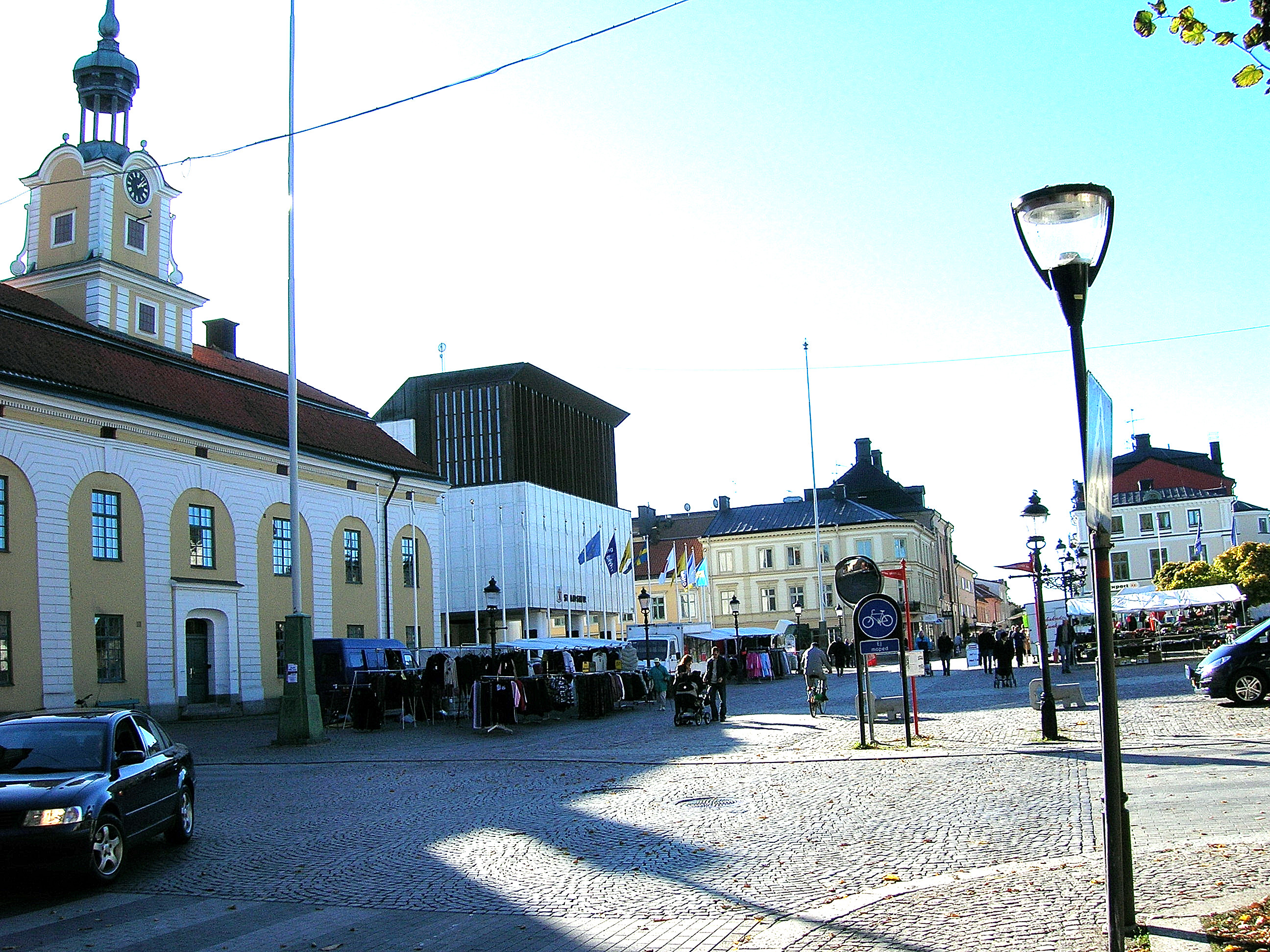
Стора торгет (головна площа)
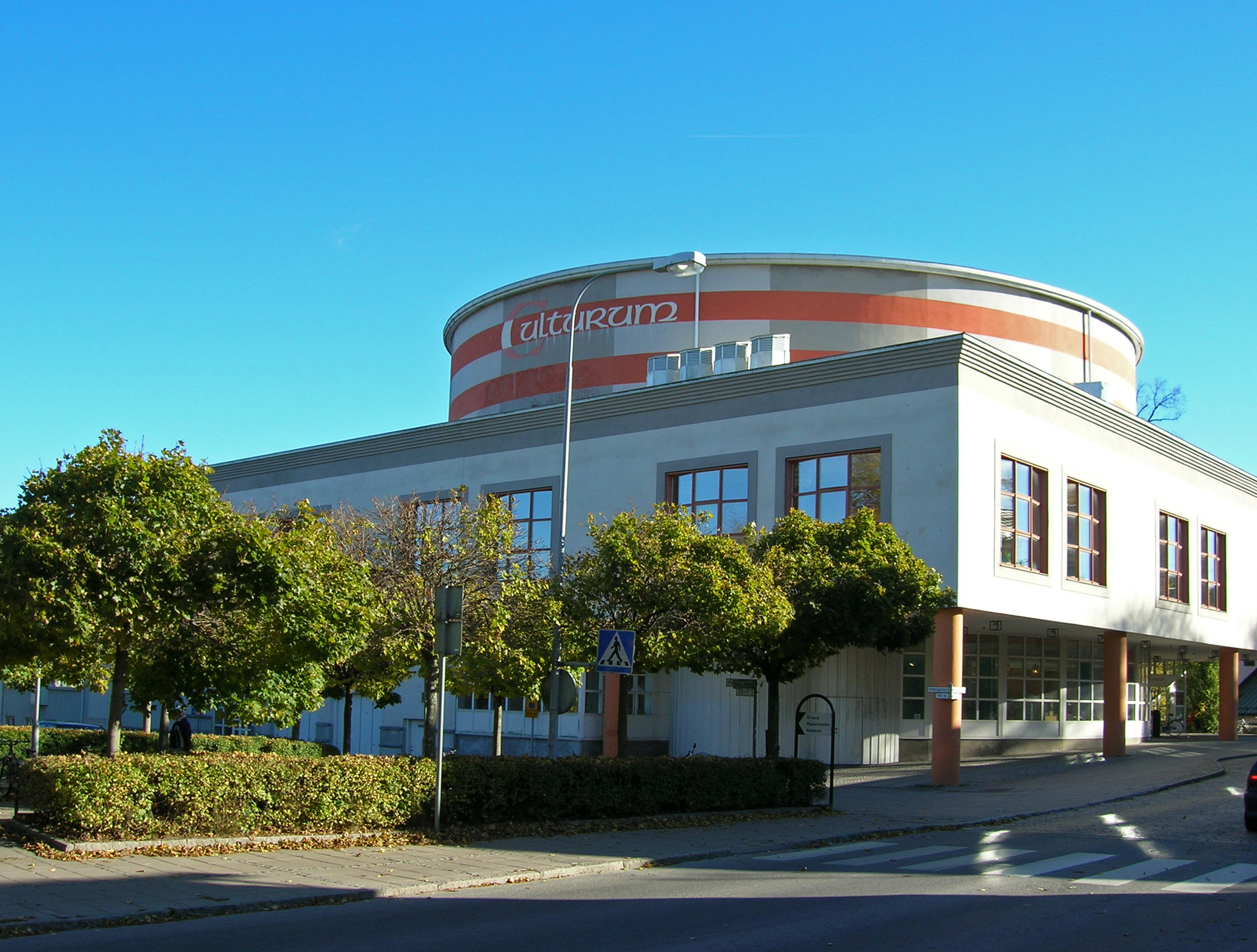
Бібліотека та культурний центр
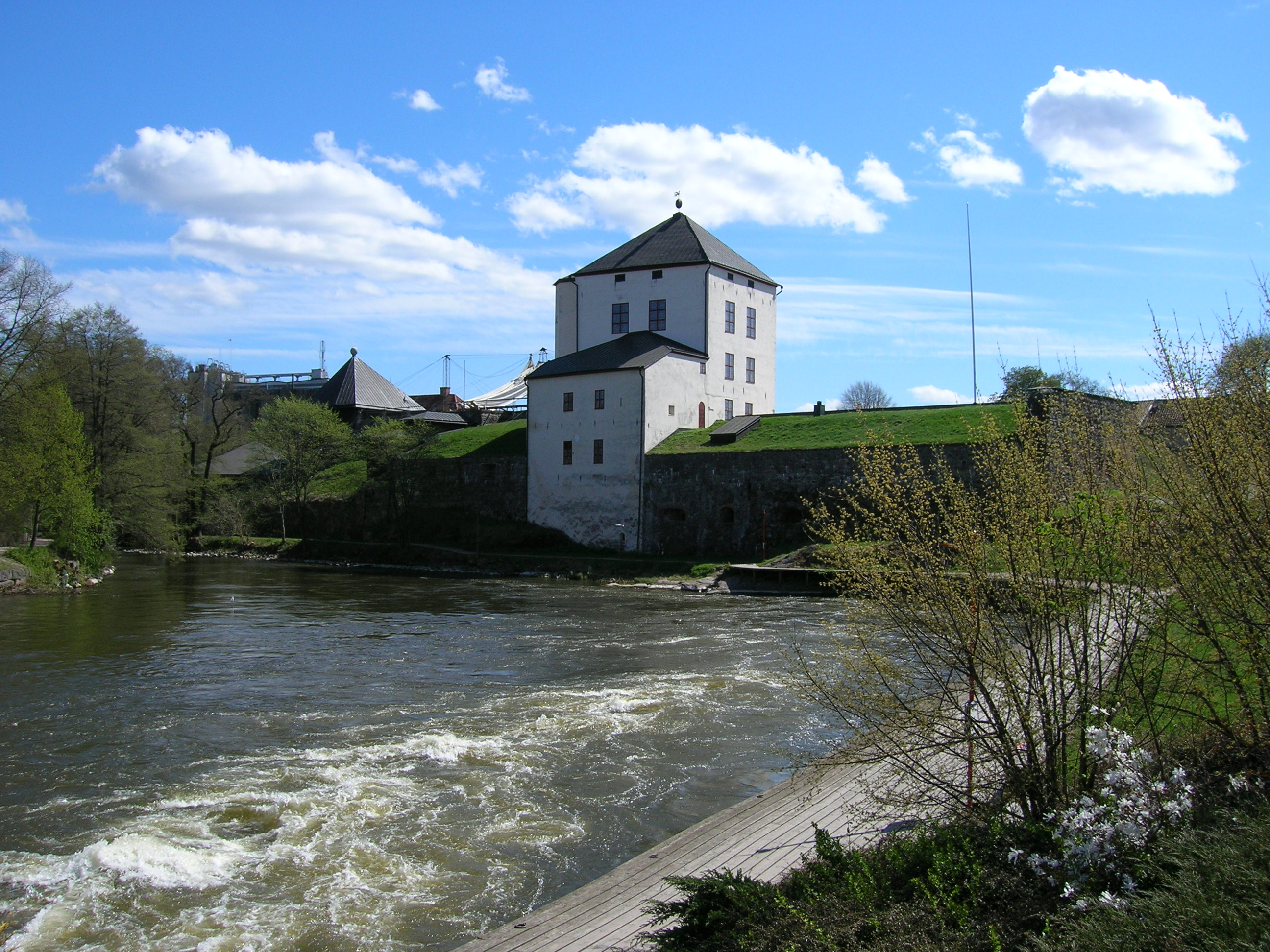
Замок Ничепінг
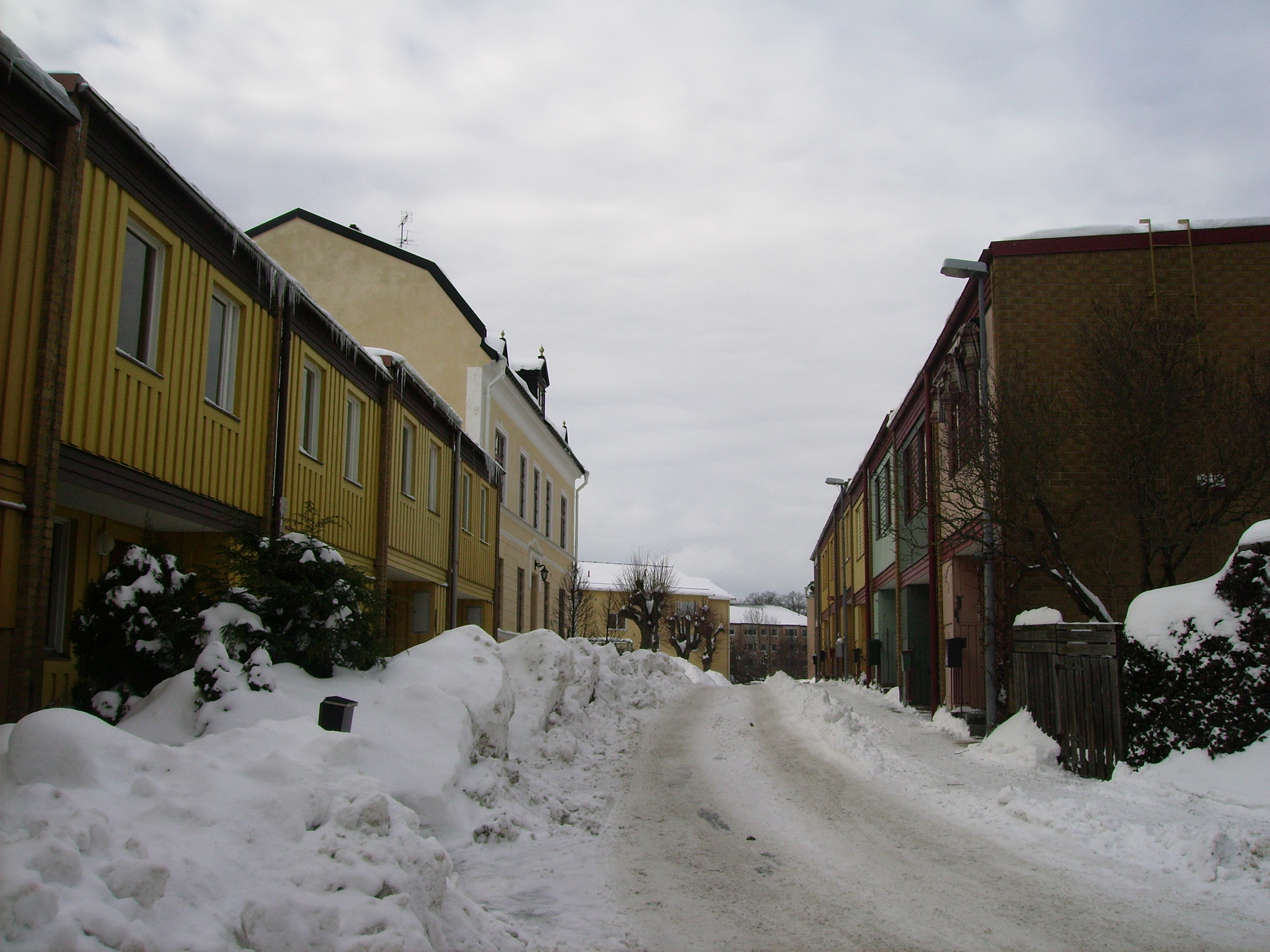
Vattugränd, найстаріша вулиця міста
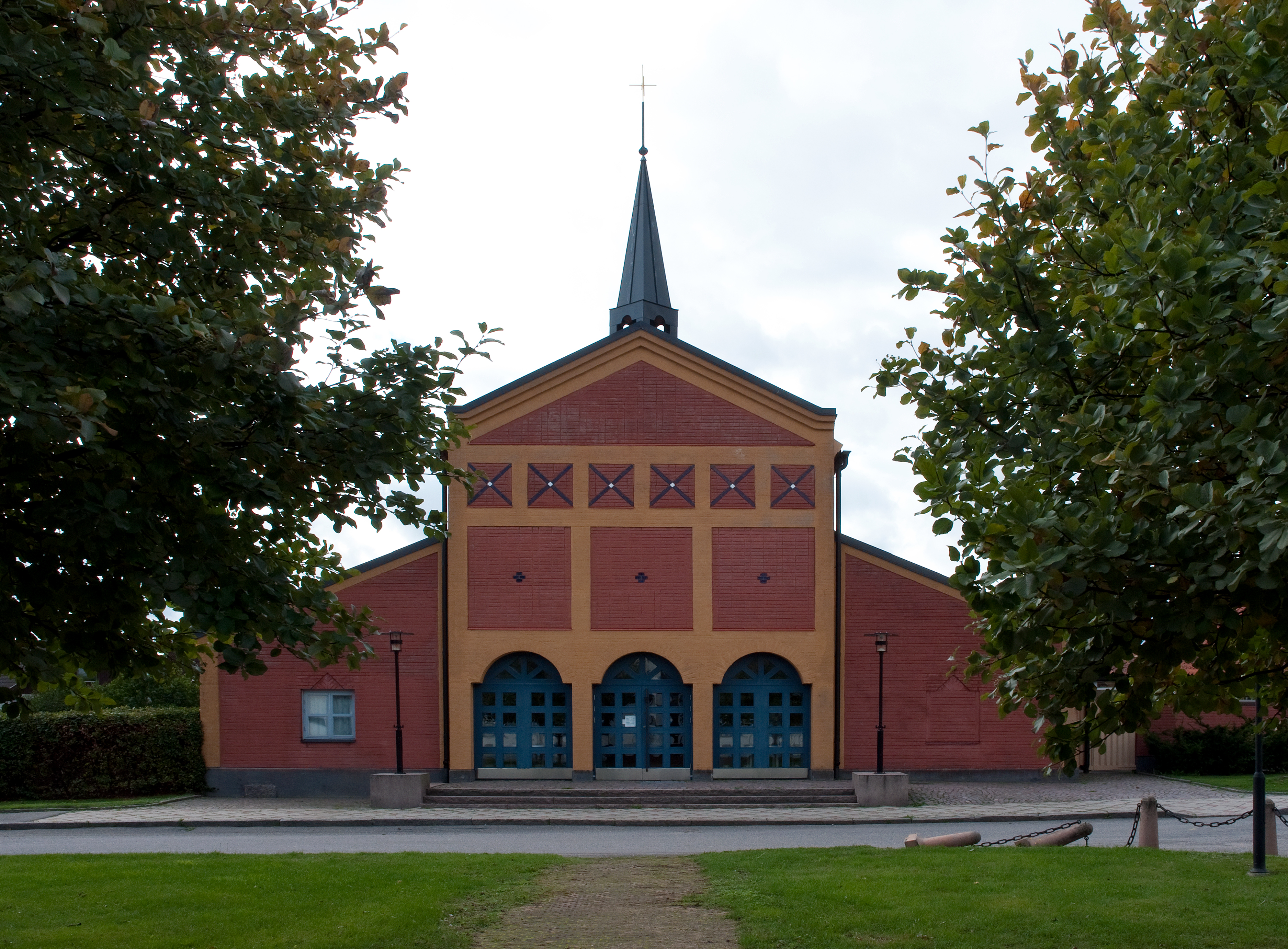
Католицька церква Святої Анни
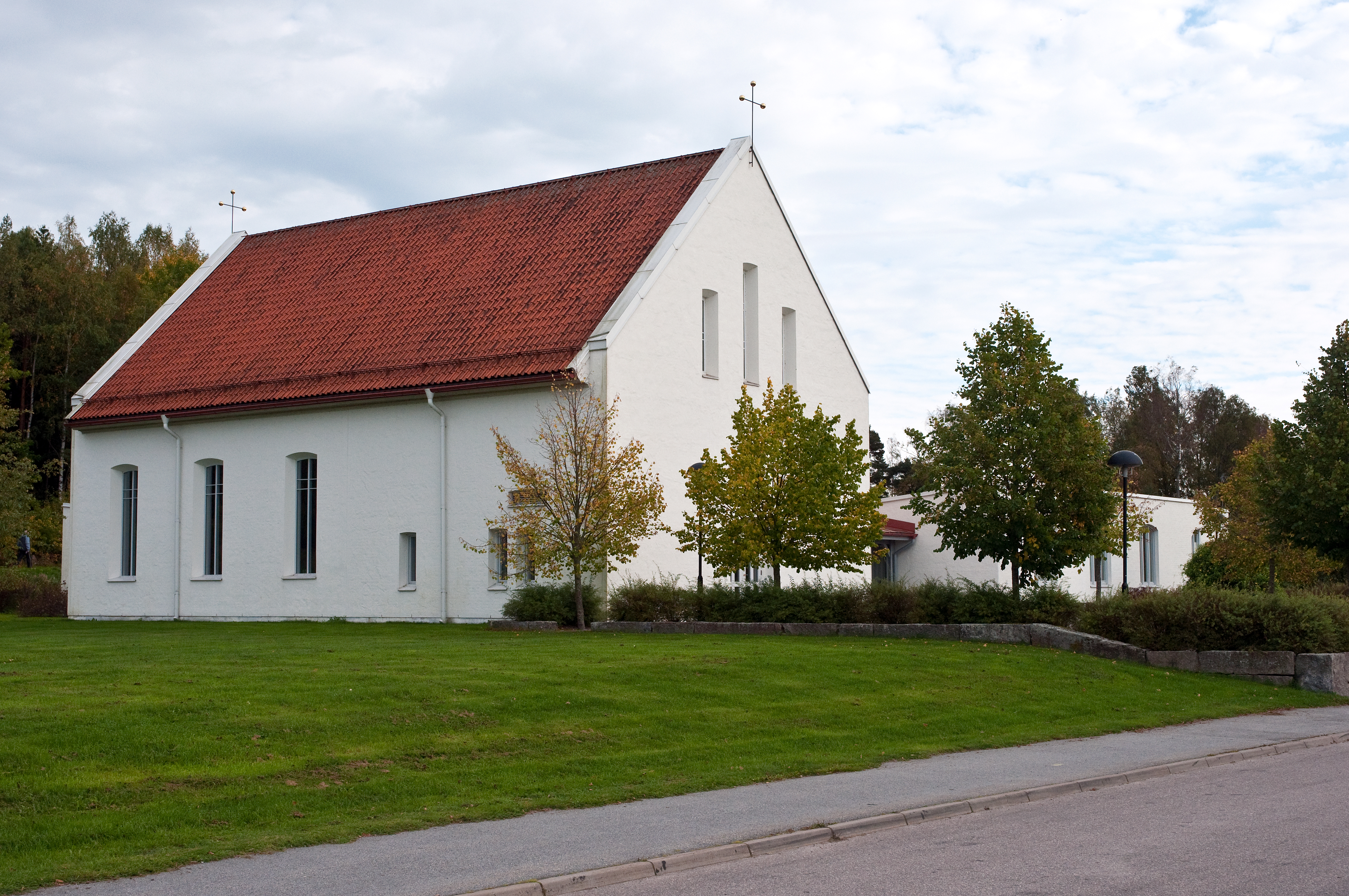
Лютеранська церква Святої Катаріни
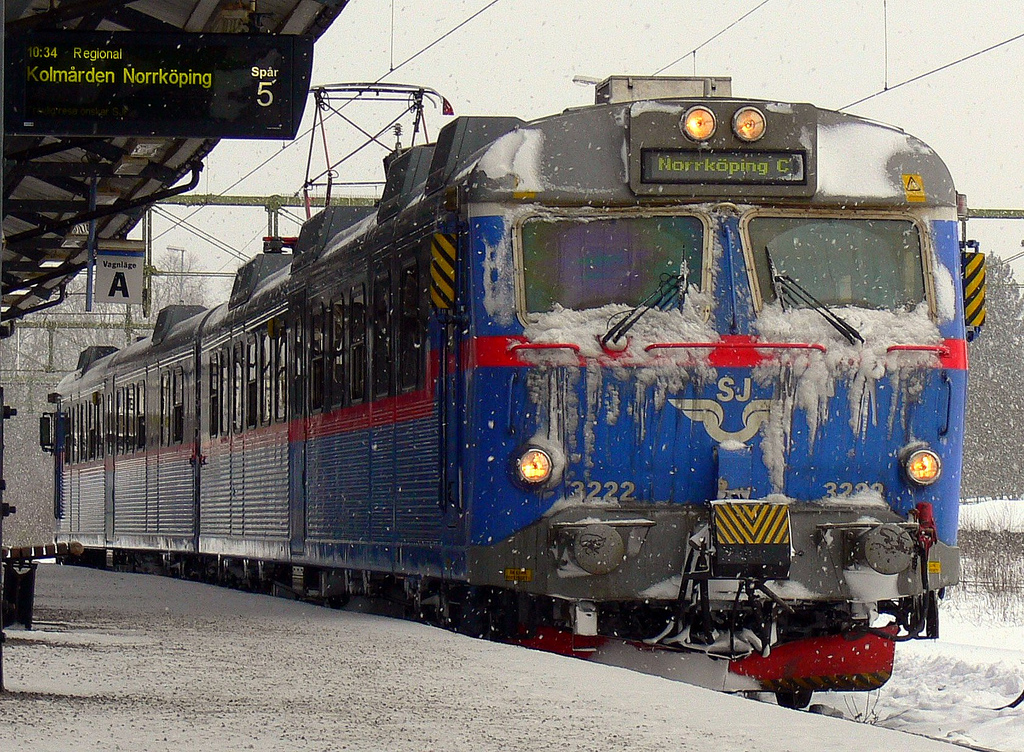
Потяг SJ X12 на залізничної станції Ничепінг
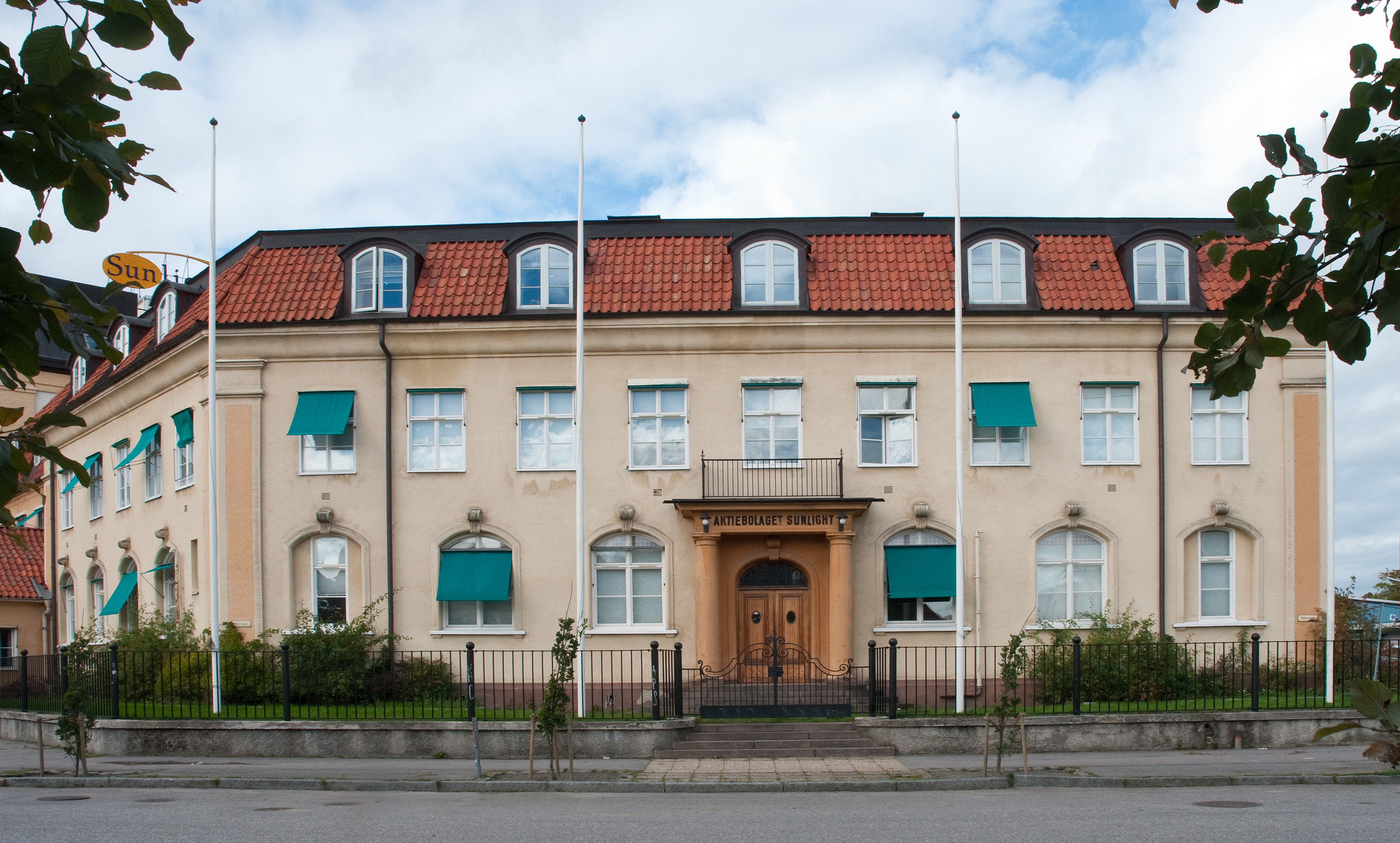
Колишня штабквартира Sunlights AB

## Міста-побратими
- Ійсалмі, Фінляндія
- Лауф-ан-дер-Пегніц, Німеччина
- Нутодден, Норвегія
- Нюкебінґ Фальстер, Данія
- Салацгріва, Латвія
- Виборг, Росія
- Кангару-Пойнт, Австралія